# Lista de temporadas de ciclones no Índico Norte

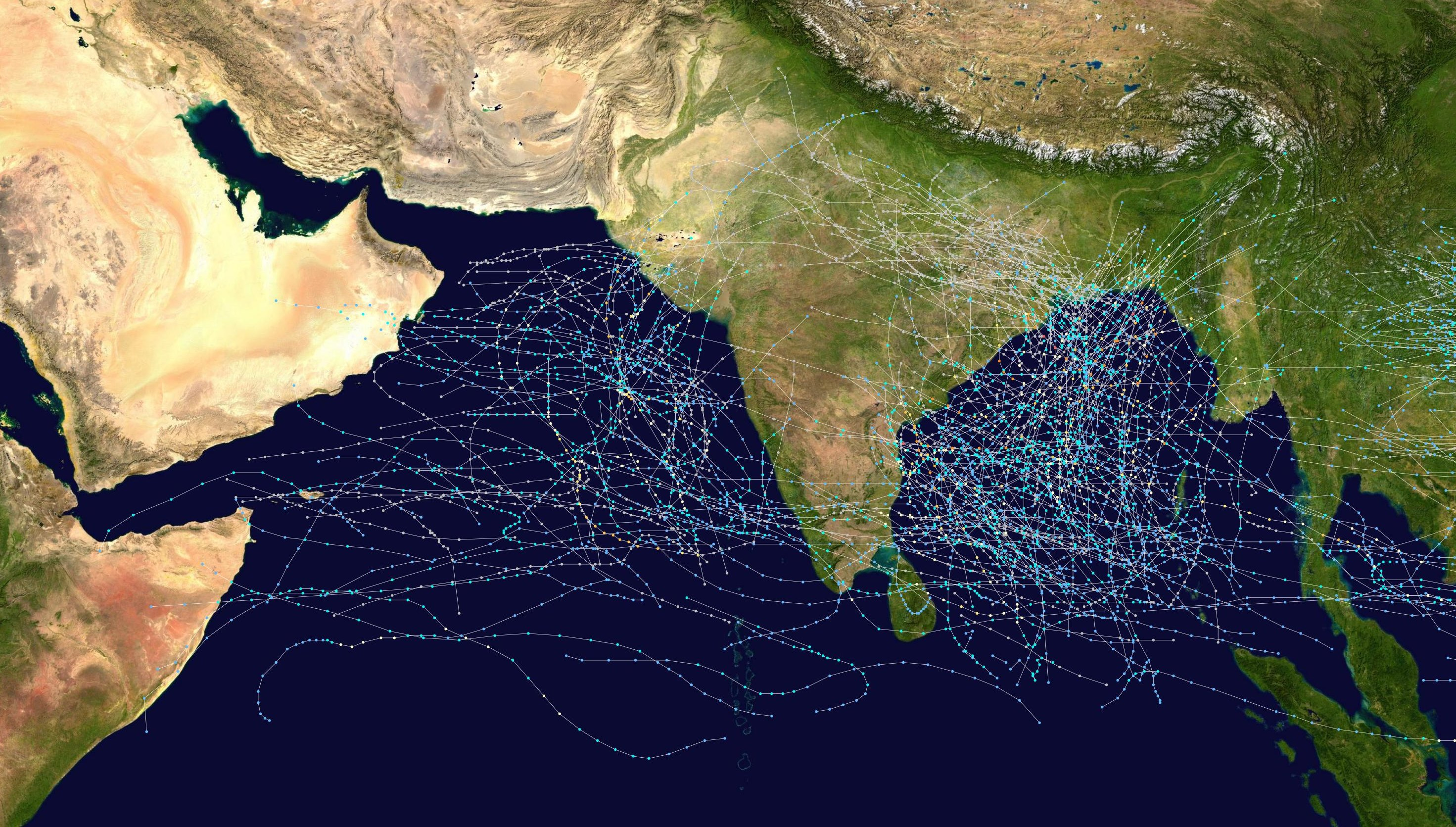
Mapa das trajetórias dos ciclones tropicais no Índico Norte entre 1970 e 2005

A temporada de ciclones no Índico Norte não tem datas de início e término predefinidos, pois a formação de ciclones tropicais (neste caso simplesmente ciclones) pode acontecer a qualquer época do ano. No entanto, a formação dos ciclones ocorre de forma mais frequente em Maio e Novembro, com pico de inatividade em Fevereiro. A temporada de ciclones no Índico Norte ocorre sem datas definidas no Oceano Índico ao norte da linha do Equador. Os sistemas tropicais formados nesta região são monitorados pelo Centro Meteorológico Regional Especializado de Nova Delhi, Índia, que é controlado pelo Departamento Meteorológico da Índia.
Abaixo se segue uma lista de temporadas de ciclones no Índico Norte:

## 1945 a 2000
A coleta de dados dos sistemas tropicais no Atlântico começou em 1949, embora haja registros anteriores. No entanto, os registros mais confiáveis datam somente após 1961, quando começou a era dos satélites meteorológicos; antes disso, um sistema tropical somente era detectado se atingisse um navio ou uma área povoada. Além disso, os ciclones tropicais do Índico Norte começaram a receber nomes apos 2004.
| 1949 1950 1951 1952 1953 1954 1955 1956 1957 1958 1959 1960 | 1961 1962 1963 1964 1965 1966 1967 1968 1969 1970 | 1971 1972 1973 1974 1975 1976 1977 1978 1979 1980 | 1981 1982 1983 1984 1985 1986 1987 1988 1989 1990 | 1991 1992 1993 1994 1995 1996 1997 1998 1999 2000 |

## Após 2000
- 2001
- 2002
- 2003
- 2004
- 2005
- 2006
- 2007
- 2008
- 2009